# Sếu vương miện đen
Sếu vương miện đen (danh pháp hai phần: Balearica pavonina) là một loài chim trong họ Sếu (Gruidae).. Loài này trông bên ngoài khá giống với một loài bà con họ hàng là Sếu vương miện xám (Balearica regulorum) và cũng có quan hệ di truyền gần gũi. Sếu vương miện đen chủ yếu phân bố tại phía Nam sa mạc Sahara châu Phi và một vài địa điểm ở Đông Phi. Môi trường tự nhiên ưa thích của chúng là những khu vực thảo nguyên, đồng cỏ bán sa mạc. Hiện loài chim này cũng đang đối diện với nguy cơ tuyệt chủng, đặc biệt là những quân thể ở phía Tây, do mất môi trường sinh sống và suy thoái.
Sếu vương miện đen ăn cỏ, côn trùng, bò sát và động vật có vú nhỏ.

## Hình ảnh

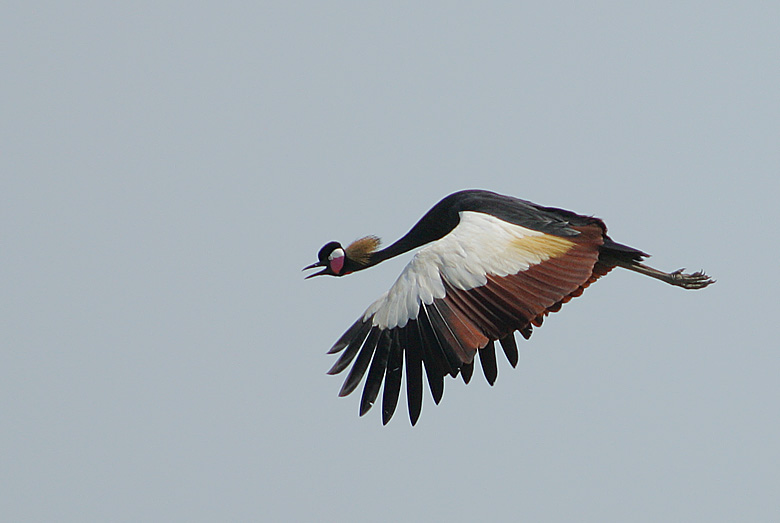
Đang bay
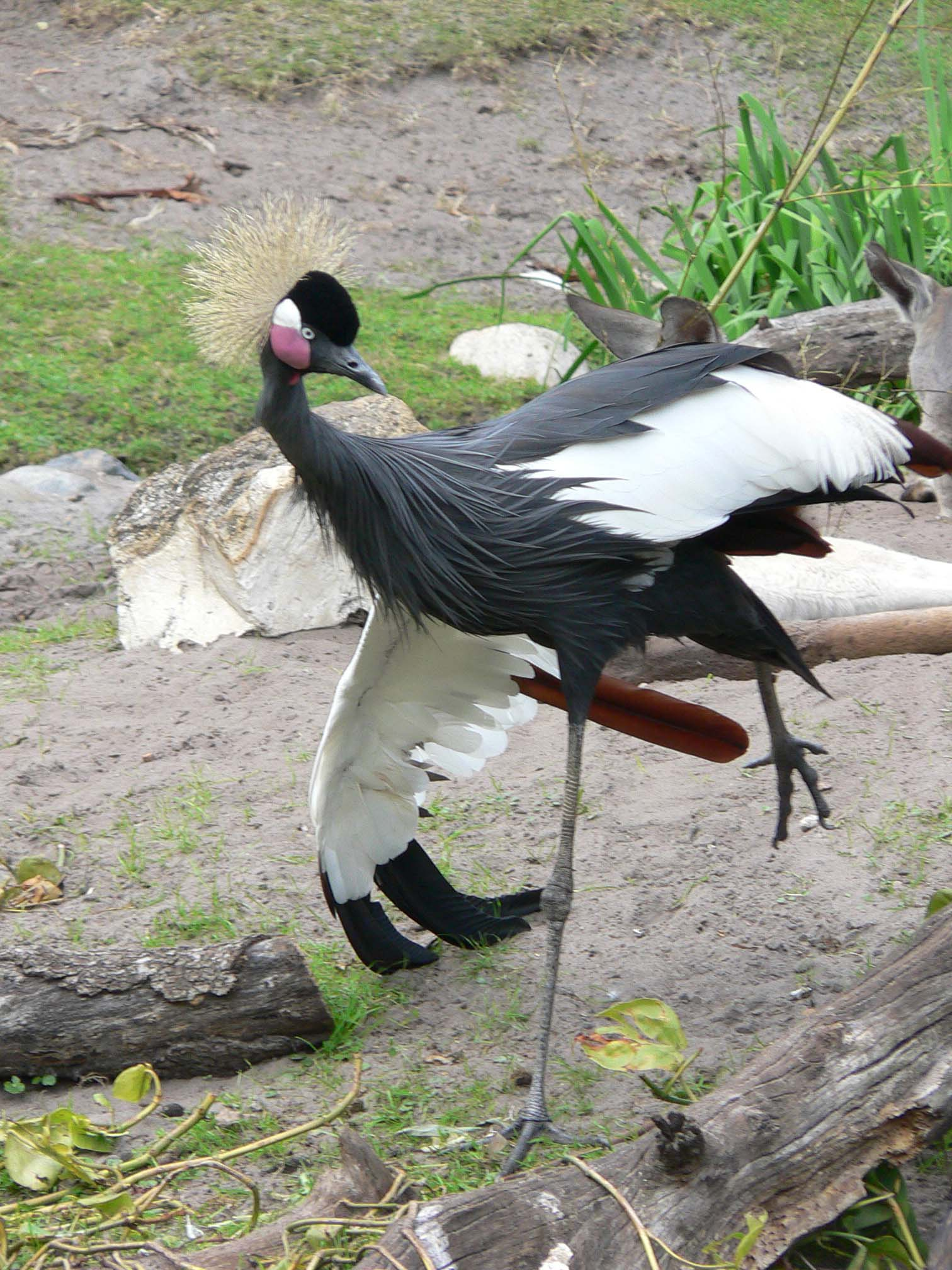